# Matsumurella
Matsumurella — род цикадок из отряда Полужесткокрылых.

## Описание
Цикадки размером 7-9 мм. Умеренно стройные, с тупоугольно-закругленно выступающей вперёд головой, которая немного уже переднеспинки, переход лица в темя закругленный. В СССР 3 вид.
- Matsumurella phae Em. — Дальний Восток.
- Matsumurella praesul Horv. — Дальний Восток, Китай, Япония, Корея.